# Гянджинский машиностроительный завод
Гянджинский машинострительный завод— промышленное предприятие в городе Гянджа.

## История
В соответствии с 11-м пятилетним планом развития народного хозяйства СССР в 1984 году началось строительство Кировабадского машиностроительного завода (на основании приказа министра радиопромышленности СССР от 21 октября 1977 года). 
В 1992 году на основании приказа президента Азербайджана, Гянджинский машиностроительный завод был включён в состав государственного  концерна «Азеригаз».
В 2006 году завод перешёл в подчинение Министерства оборонной промышленности Азербайджана.

## Деятельность
Основным направлением деятельности является производство продукции специального и общего назначения.